# リチャード・ラウザー (第2代ロンズデール子爵)
第2代ロンズデール子爵リチャード・ラウザー（英語: Richard Lowther, 2nd Viscount Lonsdale、1692年 – 1713年12月1日）は、イギリスの貴族。

## 生涯
初代ロンズデール子爵ジョン・ラウザーとキャサリン・シン（Katherine Thynne）の長男として生まれた。
1700年7月10日に父が死去すると、ロンズデール子爵の爵位を継承したが、自身も1713年12月1日に早世した。弟ヘンリーが爵位を継承した。